# Eratoena gemma
Eratoena gemma is een slakkensoort uit de familie van de Eratoidae. De wetenschappelijke naam van de soort is voor het eerst geldig gepubliceerd in 1917 door Bavay als Erato gemma.